# Mainbach (Hollenbach)
Mainbach ist ein Kirchdorf und Ortsteil von Hollenbach im Landkreis Aichach-Friedberg, der zum Regierungsbezirk Schwaben in Bayern gehört.

## Geographie
Mainbach liegt im Donau-Isar-Hügelland und damit im Unterbayerischen Hügelland, das zum Alpenvorland, einer der Naturräumlichen Haupteinheiten Deutschlands, gehört.
Mainbach liegt circa zwei Kilometer nördlich des Hauptortes Hollenbach.
Durch Mainbach verläuft die nordwestlich-südöstlich verlaufende Staatsstraße St 2047 von Rain am Lech nach Aichach.

## Geschichte
Die katholische Filialkirche Sankt Laurentius in Mainbach gehört zur Pfarrei Sankt Peter und Paul in Hollenbach; diese ist eingebunden in die Pfarreiengemeinschaft Inchenhofen im Bistum Augsburg.
Gegründet wurde Mainbach vermutlich im 9. oder 10. Jahrhundert nach Christus, 1023 wurde Mainbach als Maginbach zum ersten Mal erwähnt. Der Ortsname entwickelte sich weiter über Magenbach, Magenb(erg), Maimpach, Mainpach zu Mainbach. Der Name Mainbach ist seit 1328 bekannt.
Mainbach war mit dem ersten Gemeindeedikt (1808) dem Steuerdistrikt Sainbach zugeordnet. Durch das zweite Gemeindeedikt von 1818 wurden Mainbach und Sainbach jeweils selbstständige Ruralgemeinden im Bereich des Landgerichtes Aichach. Seit der Trennung von Justiz und Verwaltung am 1. Juli 1862 gehörte Mainbach mit seinen Ortsteilen zum Bezirksamt Aichach (ab 1939: Landkreis Aichach). Am 1. Juli 1972 wurde der Ort dem neugegründeten Landkreis Aichach-Friedberg zugeschlagen, der bis zum 1. Mai 1973 den Namen Landkreis Augsburg-Ost trug. Im Zuge der Gebietsreform in Bayern wurde Mainbach in die Gemeinde Hollenbach eingegliedert.